# Hrabstwo Ashe

Piramida wieku hrabstwa

Hrabstwo Ashe – hrabstwo w USA, w stanie Karolina Północna, według spisu z 2000 roku liczba ludności wynosiła 24 384. Siedzibą hrabstwa jest Jefferson.

## Geografia
Według spisu hrabstwo zajmuje powierzchnię 1105 km², z czego 1103 km² stanowią lądy, a 2 km² stanowią wody.

### Miasta
- Jefferson
- Lansing
- West Jefferson

### Sąsiednie hrabstwa
- Hrabstwo Grayson (Wirginia)
- Hrabstwo Alleghany
- Hrabstwo Wilkes
- Hrabstwo Watauga
- Hrabstwo Johnson (Tennessee)